# Fotbal Club Bihor Oradea
Il Fotbal Club Bihor Oradea è una società calcistica rumena con sede a Oradea, sciolta nel 2016 e rifondata nel 2022. Il club gioca le proprie partite casalinghe allo Stadionul Iuliu Bodola. Milita in Liga III.

## Storia

### Gli inizi
Il club è stato fondato il 1º aprile 1958, inizialmente con il nome di Crișul Oradea, ed iniziò la propria attività nel campionato cittadino, e poi nel campionato regionale. Nel 1960 la società si fonde con la fabbrica di calzature Solidarity, e nella stagione 1960-61 il club arriva primo nel campionato regionale, e successivamente fu promosso nella Diviza B.
Nella stagione 1961-1962 la squadra fu ribattezzata come ASA Crișul e terminò la stagione all'11º posto in classifica. Nella stagione successiva il club riuscì ad arrivare 1°, e fu per la prima volta promosso in Diviza A.

### L'era delle retrocessioni
Il club giocò per tre stagioni consecutive nella massima serie: 1963-1964 (7º posto), 1964-1965 (9º posto) e 1965-1966 (13º posto), e fu quindi retrocesso di nuovo in Diviza B.
Dopo due stagioni nella seconda serie, nell'estate 1968 si qualificò ai play-off a Timișoara, per la promozione in Diviza A, dove riuscì ad assicurarsi un posto nella massima serie.
Nel 1972 il club fu di nuovo ribattezzato, questa volta come Fotbal Club Bihor, e dopo due stagioni riconquista la Diviza A, dove rimane fino al 1979, prima di retrocedere nuovamente in Diviza B, e nella stagione 1982-1983 il club è ancora promosso nella massima serie.

### Il fallimento e la ripresa
Nella stagione 1988-1989 il club termina la stagione in Diviza A al 4º posto, che gli consente di poter partecipare per la prima volta alle coppe europee, ma nel 1996 la squadra fallì a causa di una gestione catastrofica, che lasciò il club relegato alla terza divisione con solo 2 giocatori in rosa.
Nel luglio 1996 i fratelli Borsi, uomini d'affari di Oradea, presero le redini del club e nel giro di pochi mesi fu reintegrato, gestendo la ripresa del calcio dalla contea di Bihor nella seconda divisione.

### Cambi di proprietà

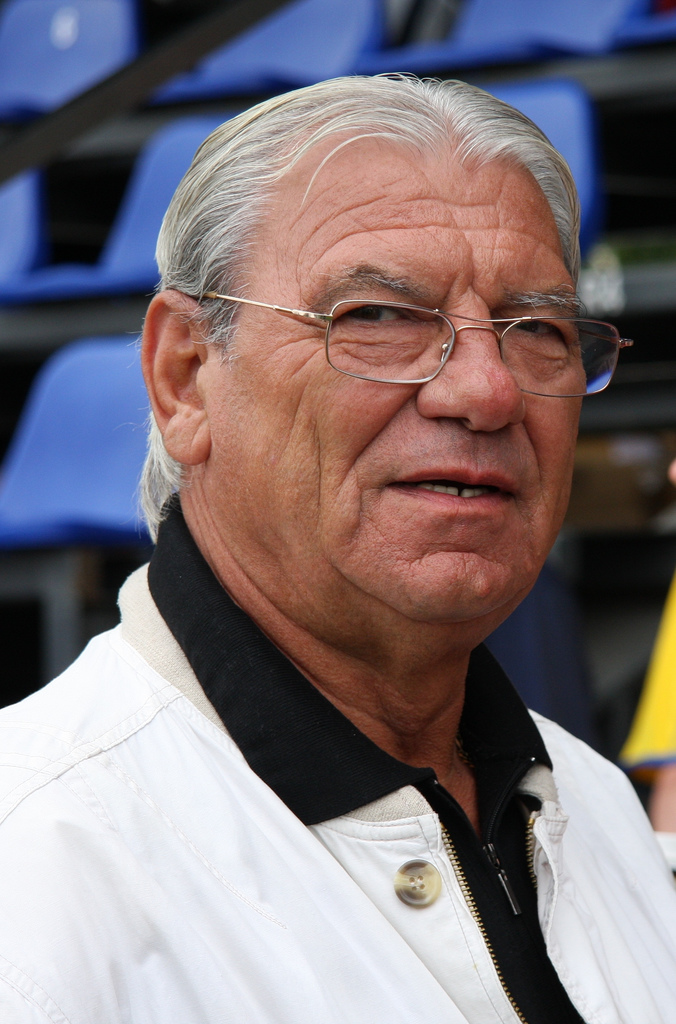
Emerich Jenei, tecnico nella stagione 2005-2006

Dal 2001 al 2009 nella società ci furono continui cambi di proprietà, come Ionuț Popa (2002-2003), Emerich Jenei (2005-2006), Gheorghe Alexandrescu (2008-2009), ma in ogni caso il club riuscì ad assaporare la massima serie solo per pochi anni, e in quell'arco di tempo ci furono continue promozioni e retrocessioni, come era successo nei primi anni di attività della società.

### Problemi finanziari
Per la stagione 2012-2013 il presidente del club fu Marius Vizer, ma neanche con lui la squadra riuscì ad ottenere la promozione in Liga I, e così anche per le stagioni successive.
Nell'estate 2014 il consiglio comunale di Oradea, uno dei proprietari del club, si è ritirato lasciando la squadra in una situazione difficile. Come conseguenza di questa azione, il presidente Șerban Morcan ha rifiutato di rinnovare il proprio contratto con il club.
Tuttavia, la situazione peggiorò ulteriormente, dopo che il Consiglio della contea di Bihor affrontò problemi legaliu relativi all'assenza dell'altro proprietario dell'organigramma del club.
A causa dei problemi finanziari durante la stagione, l'allenatore Alexandru Pelici si è dimesso ed è stato sostituito dal suo assistente, Călin Cheregi.
Nel marzo 2015, anche il presidente Viorel Nemeș si è dimesso a causa della situazione finanziaria, e Mircea Fodor, ex giocatore e allenatore dell'FC Bihor, è stato nominato nuovo presidente del club.
Nella stagione 2015-2016, la squadra fu minacciata di bancarotta ed esclusione dal campionato, e nel gennaio 2016 l'FC Bihor è stato espulso dal quartier generale e l'allenatore Dan Mănăilă ha scelto di allenare una squadra di Liga IV, anziché L'FC Bihor, che fino ad ora allenava.
Il 12 gennaio 2016 il club dichiara il fallimento a causa dei persistenti problemi finanziari.
Nel 2022 il club viene rifondato, prendendo il posto del CA Oradea, in Liga III, che assume così la vecchia denominazione.

## Stadio

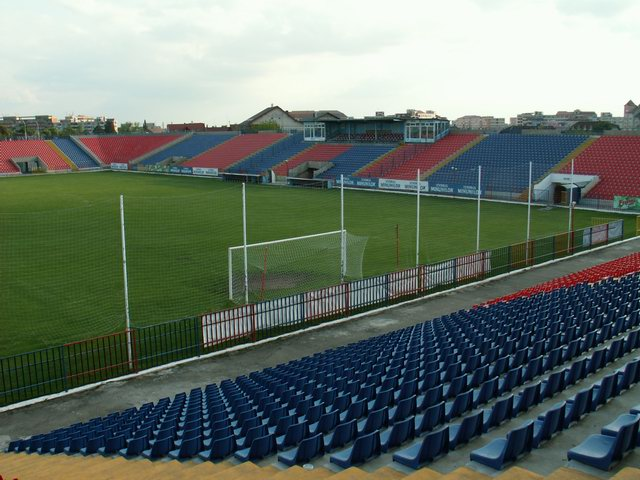
Stadionul Iuliu Bodola

Il club ha giocato le proprie partite casalinghe allo Stadionul Iuliu Bodola di Oradea. La seconda squadra e le giovanili hanno giocato le loro partite allo Stadionul Motorul, anch'esso situato a Oradea.

## Rivalità
La rivalità più importante per l'FC Bihor è quella contro l'UTA Arad. Questo derby è noto come The West Derby, nome usato anche per altre due rivalità: UTA Arad vs Politehnica Timișoara e Bihor Oradea vs Politehnica Timișoara.
Oltre a queste due rivalità, l'FC Bihor è anche strettamente rivale con l'FCM Baia Mare, e una quarta rivalità locale: contro il Luceafărul Oradea, il cui derby è noto come Oradea Derby.

## Denominazione
- Dal 1958 al 1961: Crișul Oradea
- Dal 1961 al 1972: ASA Crișul Oradea
- Dal 1972 al 2002: Fotbal Club Bihor Oradea
- Dal 2002 al 2005: Fotbal Club Oradea
- Dal 2005 al 2016: Fotbal Club Bihor Oradea

## Palmarès

### Competizioni nazionali
- Liga II: 5

1962-1963, 1970-1971, 1974-1975, 1981-1982, 1987-1988
- Liga III: 1

1997-1998

### Altri piazzamenti
- Coppa di Romania:

Semifinalista: 1975-1976
- Liga II:

Secondo posto: 2010-2011 (Serie II)